# Volhíniai vajdaság (1921–39)

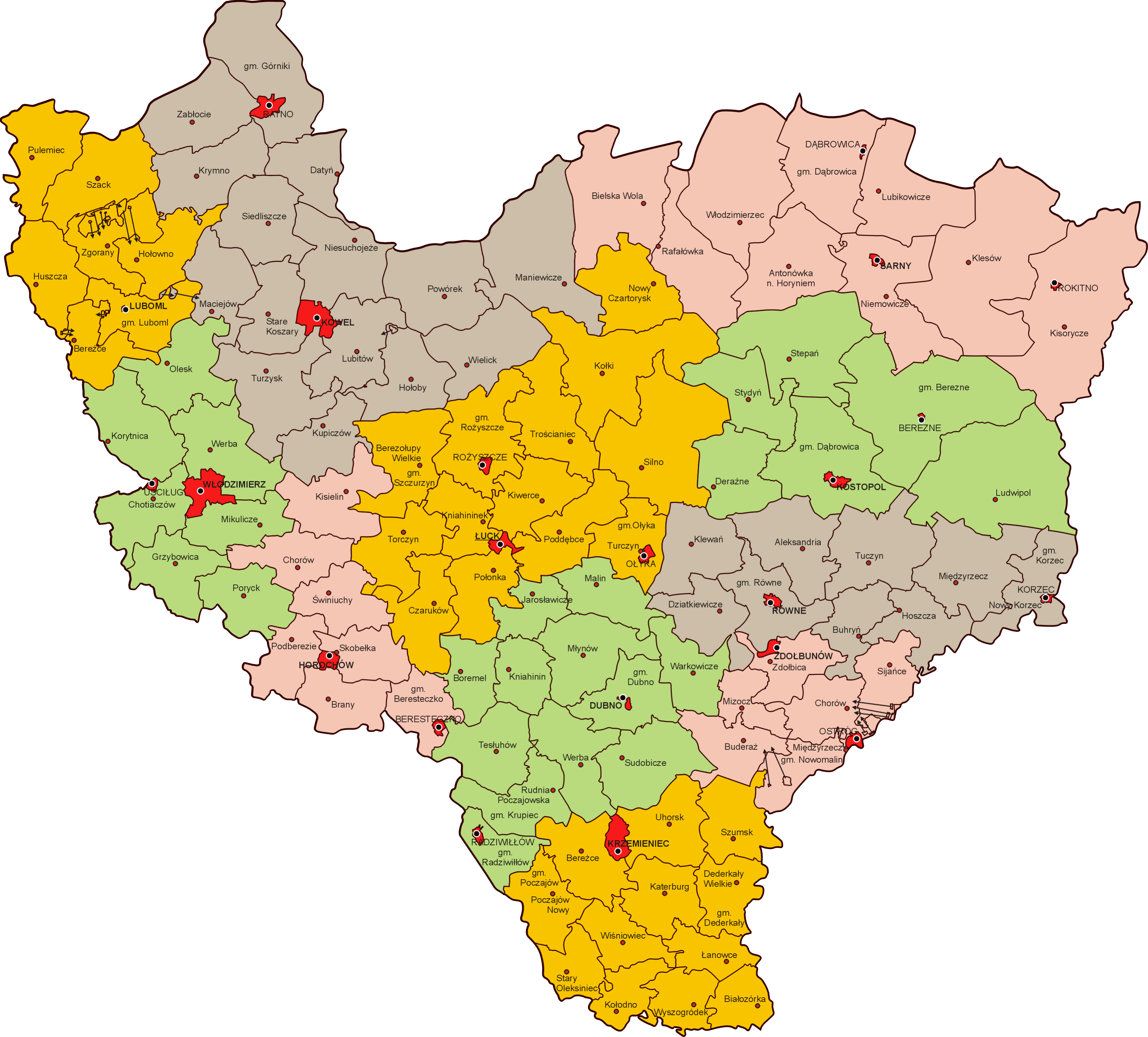

A Volhíniai vajdaság (lengyelül: Województwo Wołyńskie, vagy egyszerűen Wołyń) a két világháború közti (1918–1939) Lengyelország közigazgatási egysége volt, amely 11 járásból (powiat) állt.
Területe 1939-ben 35 754 km² volt (tehát akkora, mint a Dunántúl); népessége több mint kétmillió (1931-ben). A vajdaságnak 22 városa volt. A székhelye Luck (ukránul Луцьк, lengyelül: Łuck) volt.
A második világháború végén a Szovjetunió és Sztálin nyomására újrarajzolták Lengyelország határait. A keleti területekről kényszerrel kitelepítették a lengyel lakosságot. A Volhíniai vajdaság, a teheráni konferencián kötött alkunak megfelelően, az Ukrán Szovjet Szocialista Köztársaság része lett. 1991 óta az egykori lengyel vajdaság területe Ukrajna Rivnei és Volinyi területei (oblaszty) között oszlik meg.

## Fordítás
Ez a szócikk részben vagy egészben  a   Wołyń Voivodeship (1921–1939) című angol Wikipédia-szócikk ezen változatának fordításán alapul.  Az eredeti cikk szerkesztőit annak laptörténete sorolja fel. Ez a jelzés csupán a megfogalmazás eredetét és a szerzői jogokat jelzi, nem szolgál a cikkben szereplő információk forrásmegjelöléseként.